# اليسار الجديد (كتاب)
اليسار الجديد: الثورة المناهضة للصناعة هي مجموعة مقالات كتبهتا الفيلسوفة آين راند عام 1971م، حيث ترى المؤلفة أن الدين، واليسار الجديد ، والقوى المماثلة غير عقلانية وضارة. ظهرت معظم المقالات في الأصل في الموضوعي . ظهرت طبعة منقحة في عام 1975م، وتم نشر طبعة موسعة حرّرها بيتر شوارتز في عام 1999م تحت عنوان عودة البدائي: الثورة المناهضة للصناعة .

## خلفية
جاء الإلهام لجمع هذه المقالات في كتاب من أحد القراء، الذي كتب لآين راند رسالة تشيد فيها بالعديد من المقالات ويقترح عليها نشرها في كتاب لمواجهة تأثير اليسار الجديد بين طلاب الجامعات. 

## تاريخ النشر
نشرت المكتبة الأمريكية الجديدة الطبعة الأولى من الكتاب في عام 1971م، كغلاف ورقي تحت بصمة الخاتم الخاصة بها. ظهرت طبعة منقحة، اضافة مقال "عصر الحسد"، في عام 1975م 
في عام 1999م، سمحت ملكية آين راند بنشر طبعة موسعة بعنوان عودة البدائي: الثورة المناهضة للصناعة . تم تحريره بواسطة بيتر شوارتز وأضاف مقدمة جديدة، بالإضافة إلى مقالتين لآين راند (تم تضمين "العنصرية" في فضيلة الأنانية ، و"البلقنة العالمية" في صوت العقل ) وثلاثة بقلم بيتر شوارتز ( "القبلية الجنسية"، "فلسفة الحرمان"، و"العدمية التعددية الثقافية").

## استقبال الكتاب
تلقى الكتاب القليل من الاهتمام من المراجعين عندما صَدر لأول مرة.  في دراسة استقصائية لأعمال لآين راند، وصف المؤرخ جيمس تي بيكر مقالات الكتاب بأنها "تصريحات حادة" "أكثر سلبية من الإيجابية، وأكثر تدميراً من البناء".  قالت ميمي ريزل جلادشتاين ، كاتبةُ المراجع لآين راند، إن موضوعات الكتاب "تبدو قديمة"، ولكن "مع ظهور تنبؤات راند حول النتائج السلبية لبعض الممارسات التي تعارضها، يبدأ المرء في تقدير مدى إدراك منطقها." 

## أنظر أيضاً
- كتاب آين راند السابق: البيان الرومانسي
- كتاب آين راند التالي: مقدمة في نظرية المعرفة الموضوعية
- فلسفة آين راند: الموضوعية
- اليسار الجديد